# Kanton Caumont-l'Éventé
Kanton Caumont-l'Éventé (fr. Canton de Caumont-l'Éventé) byl francouzský kanton v departementu Calvados v regionu Dolní Normandie. Skládal se ze 14 obcí. Zrušen byl v roce 2015.

## Obce kantonu
- Anctoville
- Caumont-l'Éventé
- Cormolain
- Foulognes
- Hottot-les-Bagues
- La Lande-sur-Drôme
- Livry
- Longraye
- Saint-Germain-d'Ectot
- Sainte-Honorine-de-Ducy
- Sallen
- Sept-Vents
- Torteval-Quesnay
- La Vacquerie